# Fontana (Kansas)
Fontana és una població dels Estats Units a l'estat de Kansas. Segons el cens del 2000 tenia 149 habitants.

## Demografia
Segons el cens del 2000, Fontana tenia 149 habitants, 61 habitatges, i 46 famílies. La densitat de població era de 338,4 habitants/km².
Dels 61 habitatges en un 21,3% hi vivien nens de menys de 18 anys, en un 65,6% hi vivien parelles casades, en un 9,8% dones solteres, i en un 23% no eren unitats familiars. En el 18% dels habitatges hi vivien persones soles el 13,1% de les quals corresponia a persones de 65 anys o més que vivien soles. El nombre mitjà de persones vivint en cada habitatge era de 2,44 i el nombre mitjà de persones que vivien en cada família era de 2,72.
Per edats la població es repartia de la següent manera: un 20,8% tenia menys de 18 anys, un 10,7% entre 18 i 24, un 22,1% entre 25 i 44, un 28,2% de 45 a 60 i un 18,1% 65 anys o més.
L'edat mediana era de 43 anys. Per cada 100 dones de 18 o més anys hi havia 90,3 homes.
La renda mediana per habitatge era de 29.375 $ i la renda mediana per família de 32.083 $. Els homes tenien una renda mediana de 26.875 $ mentre que les dones 13.000 $. La renda per capita de la població era de 13.484 $. Entorn del 5,4% de les famílies i el 12,7% de la població estaven per davall del llindar de pobresa.

## Poblacions més properes
El següent diagrama mostra les poblacions més properes.